# نهائي كأس الاتحاد الأوروبي 1976
نهائي كأس الاتحاد الأوروبي 1976 لعب النهائي بين نادي ليفربول الإنجليزي ونادي كلوب بروج البلجيكي، وذلك في 28 نيسان 1976 و19 مايو 1976 على ملعب أنفيلد في الذهاب، وملعب يان بريدل ستاديوم في الإياب، وكانت المباراة النهائية لموسم 1975-1976، لعب نادي ليفربول ثاني نهائي له، بعد أن فاز في المسابقة في عام 1973، أما نادي بروج فقد لعب أول نهائي أوروبي له وكان أول فريق بلجيكي يصل إلى المباراة النهائية لمسابقة أوروبية.
حضر في مباراة الذهاب 50188 مشجع في ملعب أنفيلد، حيث تقدم بروج بهدفين في الشوط الأول من مباراة عندما سجل راوول لامبرت وجوليان يبرد، ولكن في الشوط الثاني حقق ليفربول ثلاثة أهداف في سبع دقائق من راي كينيدي وجيمي كيس وكيفن كيغان، وبذلك تم تأمين فوزه بنتيجة (3-2) في مباراة الذهاب، في الإياب تجمع 29423 مشجع في ملعب يان بريدل ستاديوم، أخذ بروج زمام الأمور وحقق في الدقيقة 11 أول أهدافه في مباراة الإياب، لكن ليفربول حقق التعادل بعد أربع دقائق عندما سجل كيفن كيغان، وانتهت المباراة بالتعادل (1-1)، وهكذا فاز ليفربول في النهائي (4-3) في مجموع المباراتين ليحصل على كأس الاتحاد الأوروبي للمرة الثانية.